# ジェンノ・トッピング
ジェンノ・トッピング（Jenno Topping）は、アメリカ合衆国の映画プロデューサーである。

## 人物
『ドクター・ドリトル』（1998年）、『チャーリーズ・エンジェル』（2000年）、『ヴィンセントが教えてくれたこと』（2014年）、『ミス・ペレグリンと奇妙なこどもたち』（2016年）、『ドリーム』（2016年）などを製作している。また『ドリーム』によりドナ・ジグリオッティ、ピーター・チャーニン、ファレル・ウィリアムス、セオドア・メルフィと共にアカデミー作品賞にノミネートされた。

## フィルモグラフィ
- ゆかいなブレディ一家/我が家がイチバン The Brady Bunch Movie (1996) 共同製作
- 待ちきれなくて… Can't Hardly Wait (1998) 製作
- ドクター・ドリトル Dr. Dolittle (1998) 製作総指揮
- 28DAYS 28 Days (2000) 製作
- チャーリーズ・エンジェル Charlie's Angels (2000) 製作
- アイ・スパイ I Spy (2002) 製作
- チャーリーズ・エンジェル フルスロットル Charlie's Angels: Full Throttle (2003) 製作総指揮
- 恋のクリスマス大作戦 Surviving Christmas (2004) 製作
- ゲス・フー/招かれざる恋人 Guess Who (2005) 製作
- 恋は突然に。 Catch and Release (2006) 製作
- カントリー・ストロング Country Strong (2010) 製作
- ハングリー・ラビット Seeking Justice (2011) 製作総指揮
- デンジャラス・バディ The Heat (2013) 製作
- 猿の惑星: 新世紀 Dawn of the Planet of the Apes (2014) 製作総指揮
- ヴィンセントが教えてくれたこと St. Vincent (2014) 製作
- エクソダス:神と王 Exodus: Gods and Kings (2014) 製作
- SPY/スパイ Spy (2015) 製作
- ウェディング・フィーバー ゲスな男女のハワイ旅行 Mike and Dave Need Wedding Dates (2016) 製作
- ミス・ペレグリンと奇妙なこどもたち Miss Peregrine's Home for Peculiar Children (2016) 製作
- ドリーム Hidden Figures (2016) 製作
- クレイジー・バカンス ツイてない女たちの南国旅行 Snatched (2017) 製作
- ザ・マウンテン 決死のサバイバル21日間 The Mountain Between Us (2017) 製作
- レッド・スパロー Red Sparrow (2018) 製作
- スパイ in デンジャー Spies in Disguise (2019) 製作
- アンダーウォーター Underwater (2020) 製作
- 刑事ジョン・ルーサー: フォールン・サン Luther: The Fallen Sun (2023) 製作
- バック・イン・アクション Back in Action (2024) 製作

## 受賞とノミネート
| 賞                   | 年   | 部門       | 作品     | 結果       |
| -------------------- | ---- | ---------- | -------- | ---------- |
| アカデミー賞         | 2016 | 作品賞     | ドリーム | ノミネート |
| 全米映画製作者組合賞 | 2016 | 劇場映画賞 | ドリーム | ノミネート |